# Élections législatives grecques de septembre 2015
Pour les articles homonymes, voir Élections législatives grecques de 2015.
Les élections législatives grecques de septembre 2015 sont les élections anticipées des 300 députés au Parlement grec organisées le 20 septembre 2015 pour un mandat de quatre ans. Elles font suite à la démission du Premier ministre Aléxis Tsípras, le 20 août 2015. Elles sont remportées par la SYRIZA, ce qui permet à Aléxis Tsípras de former un nouveau gouvernement avec les Grecs indépendants.

## Mode de scrutin
Les 300 députés du Parlement grec sont élus via un mode de scrutin mixte pour une durée de quatre ans : une prime majoritaire de 50 sièges est attribuée au parti ayant obtenu le plus de voix, et les 250 sièges restants sont répartis à la représentation proportionnelle entre les partis ayant obtenu au moins 3 % des suffrages exprimés.
La Grèce est divisée en 56 circonscriptions législatives qui élisent un nombre variable de députés, fixé de 1 à 44 en fonction du recensement démographique. 12 députés sont en outre élus sur une liste nationale.
À la différence du mode de scrutin habituel, qui recourt au vote préférentiel, les députés sont élus sur des listes bloquées constituées par les partis politiques dans chaque circonscription. Cette règle s'applique lorsque les dernières élections législatives ont eu lieu moins de dix-huit mois auparavant.
L'âge minimal pour se présenter à la députation est 25 ans.

## Contexte

### Politique

Composition du Parlement grec peu avant sa dissolution.

Après un premier semestre marqué par des négociations tumultueuses avec les créanciers de la Grèce, Aléxis Tsípras annonce le 27 juin un référendum pour le 5 juillet où les citoyens grecs doivent décider s'ils acceptent ou non les propositions faites par ceux-ci. Il appelle personnellement à voter « Non », appel suivi par plus de 60 % des votants (malgré un taux d'abstention de 41 %).
Le 13 juillet au matin, la Grèce et ses créanciers signent un accord comportant de nombreuses mesures d'austérité et de privatisations en Grèce. Bien que s'affirmant en désaccord avec l'esprit des mesures proposées, le Premier ministre « assume la responsabilité d'un texte auquel il ne croit pas, mais il le signe pour éviter tout désastre au pays ». Cependant Yánis Varoufákis, son ministre des Finances, démissionne du gouvernement après avoir été mis en minorité.
Ainsi le parti gouvernemental SYRIZA se scinde, 25 députés sur 149 se déclarant dissidents. Le 14 août 2015 lors du vote pour l’acceptation du nouveau plan d'aide au Parlement, les contestataires, 43 des 149 députés de SYRIZA, avec à leur tête Panayiótis Lafazánis, Zoé Konstantopoúlou, votent contre ou s'abstiennent. C'est ainsi que Tsípras perd sa majorité au Parlement.
Ainsi un nouveau parti politique, Unité populaire dirigé par Panayiótis Lafazánis, ancien ministre de l’Énergie du gouvernement Tsípras est créé le 21 août 2015 devenant désormais le 3e parti grec, prenant la place à Aube dorée, lui permettant ainsi d'être consulté pour la former un gouvernement.
Le Premier ministre démissionne et appelle à la tenue d'élections législatives anticipées le 20 septembre,,.
Évolution des résultats définitifs des élections législatives des partis politiques ayant réalisé plus de 3 % depuis 2007
- Autres
- KKE
- OP
- SYRIZA
- DIMAR
- PASOK
- POTAMI
- ND
- ANEL
- LAOS
- XA

### Constitutionnel
Selon la Constitution, la démission du Premier ministre entraîne automatiquement la procédure des « mandats exploratoires » : les trois premiers partis du Parlement sur la base de leur nombre de députés sont appelés l'un après l'autre à tenter de former un gouvernement de coalition dans un délai de trois jours. S'ils échouent, le président doit organiser des élections législatives anticipées.
Ainsi le chef d’État a demandé, le 20 août, à Evángelos Meïmarákis, président du parti d'opposition de droite Nouvelle Démocratie de former un gouvernement. Cependant, il échoue à former le gouvernement après trois jours de consultation.
C'est pour cela que le 24 août 2015, Panayiótis Lafazánis, chef du parti Unité populaire, est à son tour chargé de former un gouvernement,,.

## Forces en présence
Si Nouvelle Démocratie, classé à droite, fait figure de rival principal pour SYRIZA, son score de 27,81 % obtenu en janvier dernier pourrait encore baisser, son seul programme étant d'appliquer la feuille de route négociée avec les créanciers avec le risque de rendre le pouvoir politique aux grandes familles (Papandréou et Karamanlis) qui dirigent le pays depuis des décennies. Son chef de file est Evángelos Meïmarákis.
Syriza, son chef de file est Aléxis Tsípras.
Le nouveau parti né de la scission de SYRIZA le 21 août 2015, Unité populaire, est le grand inconnu de ses élections. Son programme s'oppose au 3e plan d'aide de la Grèce négocié par le Premier ministre Aléxis Tsípras, très critiqué par Yánis Varoufákis, l’ancien ministre des finances, et Zoé Konstantopoúlou, présidente du Parlement. Toutefois si ceux-ci ne font pas partie des 25 députés frondeurs, ce nouveau parti a le soutien de 12 organisations de la gauche radicale grecque[réf. nécessaire]. Son chef de file est Panayiótis Lafazánis.
Le PASOK, qui passant de 160 députés en 2009, à 41 en mai 2012, 33 en juin 2012 et 13 en janvier 2015 pourrait continuer de s'effondrer et ne devenir qu'un simple figurant. Son chef de file est Fófi Gennimatá.
Concernant le parti d'extrême droite, Aube dorée, très présent lors des élections de 2012, sa stratégie sur le terrain a depuis disparu, une bonne partie de ses dirigeants ayant été incarcérés après le meurtre d'un militant antifasciste. Son chef de file est Nikólaos Michaloliákos, qui est actuellement incarcéré.
Si To Potami soutient l'accord sur le plan d'aide à la Grèce, celui-ci a exclu de participer à un gouvernement dirigé par SYRIZA. Son chef de file est Stávros Theodorákis.
| Parti | Parti                                      | Chef de file           | Résultats en janvier 2015 | Sièges au Parlement en janvier 2015 |
| ----- | ------------------------------------------ | ---------------------- | ------------------------- | ----------------------------------- |
|       | Coalition de la gauche radicale (SYRIZA)   | Aléxis Tsípras         | 36,34 %                   | 149                                 |
|       | Nouvelle Démocratie (ND)                   | Evángelos Meïmarákis   | 27,81 %                   | 76                                  |
|       | Unité populaire (LAE)                      | Panayiótis Lafazánis   | N/A                       | N/A                                 |
|       | Aube dorée (XA)                            | Nikólaos Michaloliákos | 6,28 %                    | 17                                  |
|       | La Rivière (To Potámi)                     | Stávros Theodorákis    | 6,05 %                    | 17                                  |
|       | Parti communiste de Grèce (KKE)            | Dimítris Koutsoúmbas   | 5,47 %                    | 15                                  |
|       | Grecs indépendants (Anel)                  | Pános Kamménos         | 4,75 %                    | 13                                  |
|       | Mouvement socialiste panhellénique (PASOK) | Fófi Gennimatá         | 4,68 %                    | 13                                  |

## Campagne électorale

### Sondages d'opinion

Pour être représenté au Parlement, un parti doit recueillir au moins 3 % des suffrages exprimés.
| Date                  | Institut                          | SYRIZA | ND   | XA  | Potámi | KKE | ANEL | PASOK | Kinima | EK  | Teleia (el) | Antarsya | LAE | Autres | Abstention / Indécis / Sans réponse |
| --------------------- | --------------------------------- | ------ | ---- | --- | ------ | --- | ---- | ----- | ------ | --- | ----------- | -------- | --- | ------ | ----------------------------------- |
| Date                  | Institut                          |        |      |     |        |     |      |       |        |     |             |          |     |        |                                     |
| 17-18 septembre       | Kapa Research                     | 31,2   | 28,3 | 6,4 | 5,1    | 5,7 | 3,0  | 6,0   |        | 3,2 |             | 1,1      | 3,1 | 1,5    | 5,4                                 |
| 17-18 septembre       | PAMAK                             | 31,0   | 28,5 | 6,5 | 4,5    | 5,0 | 2,0  | 5,0   |        | 3,0 |             |          | 3,0 | 3,0    | 8,5                                 |
| 17-18 septembre       | Palmos Analysis                   | 23,8   | 25,6 | 5,9 | 2,9    | 5,5 | 1,9  | 4,5   |        | 2,2 |             |          | 2,5 | 1,5    | 23,7                                |
| 16-18 septembre       | GPO                               | 28,5   | 26,0 | 6,1 | 4,8    | 5,7 | 3,0  | 6,0   |        | 2,8 |             |          | 3,9 | 1,2    | 12,0                                |
| 16-18 septembre       | Rass                              | 28,2   | 27,5 | 6,7 | 4,1    | 5,4 | 2,5  | 6,0   |        | 3,0 |             |          | 3,0 | 2,5    | 11,1                                |
| 15-18 septembre       | Marc                              | 26,2   | 25,1 | 5,7 | 4,9    | 4,8 | 2,4  | 4,8   |        | 2,7 |             |          | 3,3 | 2,5    | 17,4                                |
| 17 septembre          | ProRata                           | 27,5   | 24,5 | 7,0 | 5,0    | 5,5 | 2,5  | 5,0   |        | 3,5 |             | 1,0      | 2,5 | 2,0    | 14,0                                |
| 16-17 septembre       | MRB                               | 27,4   | 26,9 | 5,9 | 4,9    | 4,9 | 2,6  | 5,0   |        | 3,2 |             | 1,1      | 3,1 | 1,0    | 14,0                                |
| 16-17 septembre       | Metron Analysis                   | 24,5   | 24,0 | 5,4 | 4,5    | 4,7 | 2,3  | 4,6   |        | 2,4 |             |          | 2,6 | 2,1    | 22,9                                |
| 15-17 septembre       | ProRata                           | 27,5   | 24,5 | 7,0 | 5,0    | 5,5 | 2,5  | 5,0   |        | 3,5 |             | 1,0      | 2,5 | 2,0    | 14,0                                |
| 15-17 septembre       | Metrisi                           | 27,1   | 28,5 | 5,6 | 4,7    | 5,4 | 2,7  | 5,1   |        | 3,1 |             |          | 3,2 | 2,9    | 11,7                                |
| 15-17 septembre       | Interview                         | 28,0   | 30,0 | 5,0 | 4,5    | 6,0 | 2,5  | 6,0   |        | 4,0 |             |          | 2,5 | 3,0    | 8,5                                 |
| 16 septembre          | GPO                               | 27,0   | 27,0 | 5,8 | 4,1    | 5,0 | 2,9  | 5,8   |        | 2,9 |             |          | 3,1 | 2,0    | 14,4                                |
| 15-16 septembre       | E-Voice                           | 29,0   | 25,4 | 7,2 | 5,1    | 5,0 | 3,1  | 5,0   |        | 2,6 |             |          | 4,2 | 2,4    | 11,0                                |
| 15-16 septembre       | Kapa Research                     | 29,0   | 28,4 | 6,7 | 5,0    | 5,5 | 3,0  | 5,9   |        | 3,2 |             |          | 3,5 | 2,4    | 7,4                                 |
| 15 septembre          | ProRata                           | 28,0   | 24,0 | 7,5 | 5,0    | 5,0 | 2,5  | 5,0   |        | 3,0 |             |          | 3,0 | 2,0    | 15,0                                |
| 14-15 septembre       | PAMAK                             | 29,5   | 30,0 | 6,5 | 5,0    | 5,5 | 2,5  | 5,0   |        | 4,0 |             |          | 3,0 | 3,0    | 6,0                                 |
| 11-14 septembre       | Data RC                           | 26,3   | 27,1 | 5,5 | 4,7    | 5,2 | 2,6  | 5,7   |        | 2,6 |             |          | 2,7 | 0,5    | 17,0                                |
| 10-14 septembre       | Metron Analysis                   | 24,6   | 24,6 | 5,6 | 4,6    | 4,8 | 2,3  | 4,2   |        | 3,0 |             |          | 3,0 | 1,4    | 21,9                                |
| 10-12 septembre       | Alco                              | 25,4   | 24,7 | 6,4 | 4,0    | 6,2 | 2,6  | 5,1   |        | 3,9 |             |          | 3,4 | 1,3    | 17,0                                |
| 10-11 septembre       | PulseRC                           | 26,5   | 26,5 | 6,5 | 5,0    | 5,0 | 2,5  | 6,0   |        | 3,5 |             | 1,5      | 4,0 | 1,0    | 12,0                                |
| 10-11 septembre       | Palmos Analysis                   | 24,9   | 23,7 | 5,7 | 3,4    | 3,8 | 2,2  | 4,3   |        | 3,7 |             |          | 2,4 | 1,0    | 24,9                                |
| 10-11 septembre       | GPO                               | 26,0   | 25,8 | 6,5 | 4,4    | 5,7 | 3,0  | 6,0   |        | 3,3 |             |          | 3,6 | 1,3    | 14,4                                |
| 9-11 septembre        | Bridging Europe                   | 27,4   | 20,5 | 6,5 | 4,0    | 5,5 | 2,2  | 3,2   |        | 2,3 |             |          | 6,5 | 4,5    | 16,5                                |
| 9-11 septembre        | PAMAK                             | 28,5   | 27,5 | 7,0 | 5,0    | 6,0 | 2,0  | 5,5   |        | 4,5 |             |          | 3,0 | 3,0    | 8,0                                 |
| 9-10 septembre        | Kapa Research                     | 26,7   | 26,2 | 7,0 | 5,0    | 5,9 | 3,1  | 6,1   |        | 3,6 |             |          | 4,2 | 2,0    | 10,2                                |
| 8-10 septembre        | Alco                              | 25,4   | 24,7 | 6,4 | 4,0    | 6,2 | 2,6  | 5,1   |        | 3,9 |             |          | 3,4 | 1,3    | 17,0                                |
| 8-10 septembre        | Metron Analysis                   | 25,0   | 24,7 | 4,9 | 4,4    | 4,7 | 2,4  | 4,1   |        | 4,6 |             |          | 2,6 | 1,5    | 21,1                                |
| 7-9 septembre         | ProRata                           | 28,5   | 23,5 | 6,5 | 4,0    | 4,5 | 2,5  | 4,5   |        | 3,5 |             |          | 2,5 | 2,5    | 17,5                                |
| 5-9 septembre         | ProRata                           | 28,0   | 23,5 | 6,5 | 4,0    | 4,5 | 2,5  | 4,5   |        | 3,5 |             |          | 2,5 | 3,0    | 17,5                                |
| 4 septembre           | VoiceNews                         | 21,0   | 20,0 | 9,0 | 5,0    | 6,5 | 3,3  | 4,1   |        | 3,9 |             |          | 7,6 |        | 19,6                                |
| 3-4 septembre         | GPO                               | 25,1   | 25,5 | 6,2 | 4,5    | 4,8 | 3,0  | 5,7   |        | 3,8 |             |          | 4,0 | 1,0    | 16,4                                |
| 2-4 septembre         | PulseRC                           | 25,5   | 25,0 | 6,0 | 5,0    | 5,0 | 2,5  | 5,5   |        | 4,0 |             | 1,0      | 4,0 | 1,5    | 15,0                                |
| 2-4 septembre         | MRB                               | 25,1   | 25,1 | 6,0 | 4,6    | 5,0 | 2,3  | 5,2   |        | 3,9 |             |          | 3,6 | 4,0    | 15,2                                |
| 1er-10 septembre      | E.Panas                           | 27,6   | 29,8 | 6,7 | 4,9    | 3,9 | 1,6  | 5,0   |        | 3,0 |             | 0,9      | 4,3 | 2,9    | 9,4                                 |
| 1er-4 septembre       | Marc                              | 24,4   | 24,0 | 5,9 | 5,1    | 4,9 | 2,8  | 4,3   |        | 3,6 |             |          | 3,6 | 1,7    | 19,8                                |
| 2-3 septembre         | Kapa Research                     | 26,5   | 25,9 | 6,5 | 5,1    | 5,3 | 3,0  | 5,8   |        | 3,5 |             |          | 4,7 |        | 11,6                                |
| 1er-3 septembre       | PAMAK                             | 27,0   | 27,0 | 6,5 | 5,5    | 6,0 | 1,5  | 4,5   |        | 4,5 |             |          | 4,0 | 3,0    | 10,5                                |
| 1er-3 septembre       | Bridging Europe                   | 26,9   | 19,8 | 6,1 | 5,9    | 5,6 | 2,0  | 3,1   |        | 2,4 |             |          | 6,2 | 4,6    | 17,4                                |
| 1er-2 septembre       | Pulse RC                          | 25,5   | 25,0 | 6,0 | 5,0    | 5,0 | 2,5  | 5,5   |        | 3,5 |             |          | 4,0 | 2,0    | 16,0                                |
| 1er septembre         | VoiceNews                         | 22,0   | 19,0 | 9,0 | 5,0    | 6,0 | 3,4  | 3,1   |        | 4,3 |             |          | 9,0 | 2,1    | 17,1                                |
| 31 août-2 septembre   | AUTH                              | 23,6   | 24,6 | 8,4 | 4,6    | 4,8 | 1,8  | 3,7   |        | 4,2 |             | 1,2      | 7,5 | 2,8    | 12,9                                |
| 31 août-2 septembre   | Metron Analysis                   | 23,4   | 24,0 | 5,1 | 4,8    | 5,2 | 2,0  | 4,0   |        | 4,0 |             |          | 3,4 | 3,1    | 21,0                                |
| 31 août-2 septembre   | GPO                               | 25,0   | 25,3 | 5,5 | 4,6    | 5,1 | 3,0  | 5,3   |        | 3,2 |             |          | 4,0 | 6,2    | 12,8                                |
| 31 août-2 septembre   | Alco                              | 23,0   | 22,6 | 6,1 | 4,4    | 5,5 | 2,0  | 4,2   |        | 3,6 |             |          | 3,9 | 3,5    | 21,2                                |
| 31 août-1er septembre | Pulse RC                          | 26,0   | 25,0 | 6,0 | 5,0    | 5,0 | 2,5  | 5,0   | 1,0    | 3,0 |             |          | 4,0 | 1,5    | 16,0                                |
| 30 août               | Rass                              | 24,6   | 22,3 | 5,8 | 6,0    | 5,7 | 2,3  | 3,2   |        | 4,3 |             |          | 5,3 | 3,8    | 16,7                                |
| 28 août               | Metron Analysis                   | 22,2   | 21,2 | 6,4 | 5,1    | 4,5 | 1,7  | 4,1   |        | 3,8 |             | 1,0      | 3,1 | 3,3    | 23,6                                |
| 28 août               | VoiceNews                         | 21,3   | 17,0 | 8,1 | 5,0    | 7,0 | 3,5  | 3,2   |        | 4,2 |             |          | 9,2 | 2,0    | 19,5                                |
| 28 août               | Metron Analysis                   | 22,2   | 21,2 | 6,4 | 5,1    | 4,5 | 1,7  | 4,1   |        | 3,8 |             | 1,0      | 3,1 | 3,3    | 23,6                                |
| 26–27 août            | E-Voice                           | 26,2   | 22,0 | 5,8 | 4,4    | 3,9 | 3,4  | 3,3   |        | 2,9 |             |          | 3,9 | 6,0    | 18,2                                |
| 25–28 août            | Alco                              | 22,6   | 21,1 | 6,3 | 5,1    | 4,7 | 2,4  | 4,1   | 1,3    | 3,0 | 1,0         |          | 4,0 | 1,5    | 22,9                                |
| 25–28 août            | Marc                              | 25,3   | 23,2 | 5,5 | 5,8    | 4,2 | 3,0  | 4,4   |        | 3,8 |             |          | 3,8 |        | 18,8                                |
| 25–27 août            | Pamak                             | 25,0   | 22,0 | 5,5 | 6,0    | 6,0 | 2,0  | 4,5   |        | 4,5 |             |          | 5,0 | 5,0    | 14,5                                |
| 25-27 août            | MRB                               | 24,6   | 22,8 | 6,2 | 5,6    | 4,7 | 2,3  | 3,9   |        | 4,7 |             |          | 4,2 | 4,1    | 16,9                                |
| 25-26 août            | Kapa Research                     | 27,3   | 24,2 | 6,8 | 5,5    | 5,0 | 3,0  | 4,0   |        | 3,3 |             |          | 4,8 | 2,6    | 13,2                                |
| 25–26 août            | ProRata                           | 23,0   | 19,5 | 6,5 | 4,0    | 5,0 | 2,0  | 4,5   |        | 3,0 |             |          | 3,5 | 3,5    | 25,5                                |
| 24-26 août            | Bridging Europe                   | 26,8   | 18,3 | 5,9 | 6,2    | 5,8 | 2,4  | 2,9   |        | 2,6 |             |          | 6,1 | 3,2    | 19,8                                |
| 24 août               | Interview                         | 24,0   | 22,0 | 6,0 | 5,5    | 4,5 | 3,5  | 4,5   |        | 4,0 |             |          | 4,5 | 5,0    | 16,5                                |
| 22–24 juillet         | Bridging Europe                   | 33,2   | 18,6 | 5,9 | 6,4    | 5,2 | 4,1  | 3,0   |        |     |             |          |     | 4,2    | 19,4                                |
| 20–21 juillet         | Metron Analysis                   | 33,6   | 17,8 | 5,3 | 6,1    | 4,2 | 2,8  | 3,6   | 1,3    | 3,3 |             | 1,1      |     | 2,3    | 18,6                                |
| 8–9 juillet           | Metron Analysis                   | 38,5   | 19,1 | 4,3 | 5,3    | 3,8 | 2,7  | 4,2   | 1,1    | 3,5 |             |          |     | 2,0    | 15,5                                |
| 2 juillet             | ProRata                           | 26,0   | 15,0 | 5,0 | 4,0    | 4,0 | 1,5  | 2,0   |        | 1,5 |             |          |     | 2,0    | 38,0                                |
| 24–26 juin            | Alco                              | 31,1   | 20.5 | 5,1 | 5,1    | 4,9 | 3,1  | 3,7   | 1,5    | 1,9 | 1,1         |          |     | 2,6    | 19,4                                |
| 15–16 juin            | ProRata                           | 33,5   | 13,5 | 6,0 | 6,0    | 4,0 | 3,0  | 3,0   | 1,0    | 3,0 |             |          |     | 5,0    | 22,0                                |
| 15 juin               | GPO                               | 35,1   | 23,0 | 5,5 | 6,0    | 5,4 | 3,7  | 3,2   |        | 2,7 | 1,0         | 1,1      |     | 1,7    | 11,6                                |
| 7–10 juin             | Marc                              | 34,2   | 19,6 | 5,0 | 6,3    | 5,2 | 3,7  | 3,2   | 1,1    | 1,8 |             |          |     | 3,0    | 16,9                                |
| 6 juin                | Metron Analysis                   | 37,2   | 17,7 | 4,4 | 6,1    | 4,3 | 3,2  | 2,9   |        |     |             |          |     |        |                                     |
| 3–6 juin              | PAMAK                             | 34,5   | 16,5 | 5,5 | 5,5    | 5,0 | 3,0  | 3,5   |        |     |             |          |     | 7,0    | 19,5                                |
| 3–4 juin              | Alco                              | 31,3   | 20.4 | 4,8 | 5,2    | 4,5 | 3,2  | 3,5   |        | 1,6 | 1,6         |          |     | 3,8    | 20,1                                |
| 28–29 mai             | Metrisi                           | 33,2   | 24,1 | 5,1 | 6,3    | 5,3 | 5,3  | 3,1   |        |     |             |          |     | 5,4    | 12,2                                |
| 20–22 mai             | Metrisi                           | 33,4   | 23,9 | 5,1 | 6,2    | 5,2 | 5,3  | 3,1   |        |     |             |          |     | 5,6    | 12,2                                |
| 13–15 mai             | PAMAK                             | 36,5   | 15,5 | 6,0 | 6,0    | 4,0 | 3,0  | 3,0   |        |     |             |          |     | 7,5    | 18,5                                |
| 5–7 mai               | Rass                              | 38,3   | 20.4 | 4,4 | 6,3    | 5,1 | 4,5  | 3,5   |        | 1,6 |             |          |     | 3,6    | 12,3                                |
| 5–7 mai               | MRB                               | 36,1   | 20.9 | 5,1 | 5,8    | 5,5 | 4,1  | 3,0   | 1,0    | 2,2 | 1,0         |          |     | 2,7    | 13,6                                |
| 5–6 mai               | Palmos Analysis                   | 36,7   | 16,5 | 5,4 | 6,1    | 3,9 | 3,1  | 2,5   | 1,1    | 1,9 |             |          |     | 3,3    | 19,4                                |
| 4–6 mai               | ProRata                           | 36,5   | 14,0 | 4,5 | 5,0    | 4,5 | 2,5  | 2,5   | 1,0    | 1,5 |             |          |     | 4,5    | 23,5                                |
| 3–6 mai               | Marc                              | 36,2   | 21,0 | 5,4 | 6,7    | 5,0 | 4,1  | 3,1   | 1,3    | 1,5 |             | 1,0      |     | 1,8    | 12,9                                |
| 28–30 avril           | Metrisi                           | 34,1   | 24,2 | 4,9 | 5,7    | 5,1 | 5,1  | 3,4   |        |     |             |          |     | 4,7    | 12,8                                |
| 29 avril              | GPO                               | 36,5   | 22,0 | 5,5 | 6,5    | 5,5 | 5,0  | 4,0   |        | 1,8 |             |          |     | 3,2    | 10.0                                |
| 25–28 avril           | Marc                              | 35,6   | 20.8 | 5,3 | 5,8    | 5,1 | 4,2  | 2,8   | 1,4    | 1,5 |             |          |     | 3,8    | 13,7                                |
| 20–23 avril           | Alco                              | 33,3   | 20,2 | 4,6 | 4,7    | 4,7 | 3,3  | 3,1   |        | 1,4 | 1,0         |          |     | 1,5    | 22,2                                |
| 21–22 avril           | Kapa Research                     | 36,9   | 21,7 | 5,7 | 7,3    | 5,0 | 4,6  | 3,9   |        |     |             |          |     | 4,8    | 10.1                                |
| 14–16 avril           | Metrisi                           | 34,6   | 24,2 | 5,2 | 5,5    | 5,2 | 4,9  | 3,1   |        |     |             |          |     | 5,2    | 12,1                                |
| 2–4 avril             | Metron Analysis                   | 38,1   | 17,4 | 4,6 | 6,3    | 4,2 | 3,2  | 3,6   | 1,5    | 1,8 |             |          |     | 2,8    | 10,0                                |
| 31 mars–2 avril       | Metrisi                           | 35,2   | 23,6 | 5,4 | 5,4    | 5,1 | 4,8  | 2,9   |        |     |             |          |     | 4,9    | 12,7                                |
| 17–20 mars            | Metrisi                           | 35,4   | 23,2 | 5,8 | 5,1    | 5,1 | 4,2  | 2,7   |        |     |             |          |     | 5,1    | 13,4                                |
| 17–19 mars            | Palmos Analysis                   | 42,8   | 16,3 | 3,6 | 3,4    | 3,9 | 3,2  | 2,0   | 1,0    | 1,6 |             |          |     | 2,5    | 19,6                                |
| 18 mars               | Marc                              | 40,2   | 21,0 | 4,8 | 4,3    | 4,9 | 4,5  | 2,5   | 1,8    | 1,4 | 1,0         |          |     | 3,3    | 10.3                                |
| 16–18 mars            | Metron Analysis                   | 41,9   | 18,4 | 5,3 | 4,9    | 3,9 | 3,8  | 3,0   | 2,0    | 1,9 |             |          |     | 2,4    | 12,5                                |
| 16–17 mars            | Interview                         | 39,8   | 17,0 | 5,7 | 4,2    | 5,1 | 4,8  | 3,2   |        |     |             |          |     | 5,9    | 14,3                                |
| 27 février–2 mars     | MRB                               | 41,3   | 19,2 | 5,1 | 5,4    | 5,3 | 5,4  | 2,9   |        | 1,9 | 1,0         |          |     | 1,9    | 10.6                                |
| 24–25 février         | Metron Analysis                   | 42,1   | 18,3 | 5,3 | 5,7    | 4,1 | 3,8  | 3,0   | 1,4    | 2,5 |             | 1,1      |     | 1,3    | 11,4                                |
| 12–13 février         | Marc                              | 45,4   | 18,4 | 4,7 | 4,6    | 4,8 | 4,7  | 2,8   | 2,0    | 1,8 | 1,4         |          |     | 1,3    | 8,1                                 |
| 25 janvier 2015       | Élections législatives de janvier | 36,3   | 27,8 | 6,3 | 6,1    | 5,5 | 4,8  | 4,7   | 2,5    | 1,8 |             |          |     | 4,2    | 0,0                                 |

## Résultats

### Participation
5 566 295 électeurs se sont exprimés sur 9 840 525 inscrits, soit un taux de participation de 56,57 %.
|              | #           | %       |
| ------------ | ----------- | ------- |
| Inscrits     | +9 840 525, | +100,   |
| Votants      | +5 566 295, | +056,57 |
|              |             |         |
| Exprimés     | +5 431 850, | +097,58 |
| Votes blancs | +0064 384,  | +001,16 |
| Votes nuls   | +0070 061,  | +001,26 |

### Résultats
Huit partis atteignent le seuil de 3 % des suffrages exprimés nécessaires pour être représentés au Parlement. La SYRIZA arrive en tête et remporte la prime majoritaire de 50 sièges. Avec 145 sièges sur 300, elle ne détient cependant pas la majorité absolue. Nouvelle Démocratie se classe deuxième et obtient 75 sièges, ce qui en fait le principal parti d'opposition. Aube dorée, l'alliance PASOK - DIMAR, le Parti communiste de Grèce, La Rivière et les Grecs indépendants restent représentés. L'Union des centristes fait sa première entrée au Parlement, tandis qu'Unité populaire échoue avec moins de 3 % des suffrages.
|                          |                                                           |           |       |      |        |               |
| Parti                    | Parti                                                     | Voix      | %     | +/-  | Sièges | +/-           |
|                          | SYRIZA                                                    | 1 926 526 | 35,46 | 0,88 | 145    | 4             |
|                          | Nouvelle Démocratie (ND)                                  | 1 526 400 | 28,09 | 0,28 | 75     | 1             |
|                          | Aube dorée (XA)                                           | 379 722   | 6,99  | 0,71 | 18     | 1             |
|                          | Coalition démocratique (PASOK-DIMAR)                      | 341 732   | 6,29  | 1,13 | 17     | 4             |
|                          | Parti communiste de Grèce (KKE)                           | 301 684   | 5,55  | 0,08 | 15     | en stagnation |
|                          | La Rivière (Potami)                                       | 222 349   | 4,09  | 1,96 | 11     | 6             |
|                          | Grecs indépendants (ANEL)                                 | 200 532   | 3,69  | 1,06 | 10     | 3             |
|                          | Union des centristes (EK)                                 | 186 644   | 3,44  | 1,65 | 9      | 9             |

Résultats détaillés par circonscriptions

|                          | Unité populaire (LAE)                                     | 155 320   | 2,86  | Nv.  | 0      | en stagnation |
|                          | Liste commune Antarsya-EEK (en)                           | 46 183    | 0,85  | 0,21 | 0      | en stagnation |
|                          | Front populaire uni (en) (EPAM)                           | 41 626    | 0,77  | Abs. | 0      | en stagnation |
|                          | Société - Parti des successeurs de Kapodístrias (Kinonía) | 35 594    | 0,66  | Abs. | 0      | en stagnation |
|                          | Recréer la Grèce (DX)                                     | 28 909    | 0,53  | Abs. | 0      | en stagnation |
|                          | Liste commune KPE-KA-Dim.                                 | 15 282    | 0,28  | Abs. | 0      | en stagnation |
|                          | Autres                                                    | 24 873    | 0,46  | –    | 0      | en stagnation |
|                          |                                                           |           |       |      |        |               |
| Suffrages exprimés       | Suffrages exprimés                                        | 5 433 376 | 97,58 |      |        |               |
| Votes blancs             | Votes blancs                                              | 64 670    | 1,16  |      |        |               |
| Votes invalides          | Votes invalides                                           | 69 884    | 1,26  |      |        |               |
| Total                    | Total                                                     | 5 567 930 | 100   | –    | 300    | en stagnation |
| Abstentions              | Abstentions                                               | 4 345 679 | 43,84 |      |        |               |
| Inscrits / participation | Inscrits / participation                                  | 9 913 609 | 56,16 |      |        |               |

## Analyse

### Une victoire pour la SYRIZA et Aléxis Tsípras
Les élections anticipées sont une victoire nette pour la SYRIZA, au pouvoir depuis janvier 2015. Avec 35,46 % des voix, elle bénéficie d'une avance confortable sur ses concurrents directs de Nouvelle Démocratie. Elle obtient la majorité relative et 145 sièges, ce qui apparaît comme une confirmation des prédécentes élections qui l'avaient portée au gouvernement huit mois auparavant. La SYRIZA bénéficie du rejet des partis traditionnels par les électeurs.
Le Premier ministre Aléxis Tsípras sort personnellement vainqueur des élections qu'il a lui-même provoquées en démissionnant le 20 août 2015. Il bénéficie d'une forte popularité auprès des électeurs. Les députés dissidents de la SYRIZA, qui avaient quitté celle-ci pour s'opposer au troisième accord avec les créanciers de la Grèce et fondé leur propre parti, Unité populaire, enregistrent une lourde défaite : ils ne parviennent pas à réunir les 3 % des suffrages nécessaires pour entrer au Parlement. Aléxis Tsípras dispose de 145 députés, soit quatre de moins qu'en janvier 2015, mais en ayant réussi à écarter les forces dissidentes.
Avec 145 sièges sur 300, la SYRIZA ne détient pas la majorité absolue au Parlement, malgré la prime majoritaire de 50 sièges qui lui est attribuée. Cependant, comme en janvier 2015, les Grecs indépendants forment une force d'appoint gouvernementale. Ils obtiennent 3,69 % des voix et 10 députés. Aléxis Tsípras et le président des Grecs indépendants Pános Kamménos annoncent dès le soir des élections leur intention de poursuivre leur coalition gouvernementale.
Les créanciers de la Grèce, qui avaient manifesté leur hostilité à la victoire de la SYRIZA aux élections de janvier 2015, n'émettent pas les mêmes critiques après sa reconduction au pouvoir. En effet, le Premier ministre Aléxis Tsípras a signé avec eux un accord à l'issue de sept mois de négociations, et s'est engagé à appliquer le mémorandum d'accord s'il était réélu.

### Un scrutin marqué par une forte abstention
Le scrutin est marqué par une forte abstention, qui atteint 43 %. Elle s'explique principalement par la lassitude des électeurs en raison de la fréquence accrue des scrutins : il s'agit du troisième depuis le début de l'année. Contrairement aux élections de janvier 2015, qui avait vu l'arrivée au pouvoir de la SYRIZA dans un contexte de forte mobilisation, de renouveau du paysage politique et de tensions avec les créanciers de la Grèce, ce scrutin suscite peu l'intérêt des électeurs. La campagne électorale a été marquée par l'absence de véritable enjeu, les deux principaux partis s'étant tous deux prononcés en faveur de l'application du mémorandum d'accord avec les créanciers. Dans les jours précédant le vote, les sondages montraient une proportion importante d'électeurs indécis, de l'ordre de 15 % à 20 %, ce qui profitait à Nouvelle Démocratie : les intentions de vote plaçaient celle-ci au même niveau que la SYRIZA grâce à une plus forte mobilisation des électeurs conservateurs, tandis que les électeurs de la SYRIZA étaient davantage indécis ou abstentionnistes. L'avance importante de la SYRIZA, qui enregistre sept points de plus que Nouvelle Démocratie, montre qu'elle est cependant parvenue à convaincre son électorat de lui accorder de nouveau ses suffrages.

### Un échec pour l'opposition de Nouvelle Démocratie
Nouvelle Démocratie, le principal parti d'opposition, enregistre un score décevant avec 28,10 % des suffrages exprimés, soit sept points de moins que la SYRIZA. Elle maintient son statut de principale force d'opposition en remportant 75 sièges, soit un de moins qu'en janvier 2015, mais échoue à reconquérir le pouvoir. Son président intérimaire, Evángelos Meïmarákis, reconnaît sa défaite dès l'annonce des premiers résultats provisoires. Le score de Nouvelle Démocratie est plus faible qu'attendu, car les électeurs jugent le parti responsable, avec le PASOK, de la crise économique subie par le pays.

### Un paysage politique très fragmenté
Les élections législatives font apparaître un paysage politique très fragmenté, avec un nombre record de huit partis représentés au Parlement.
Les néonazis d'Aube dorée tirent parti de la fragmentation de l'électorat en restant la troisième force parlementaire, avec 6,99 % des voix et 18 députés, malgré les poursuites judiciaires engagées contre un grand nombre de leurs membres pour le meurtre de Pávlos Fýssas. Ils maintiennent un score stable depuis les élections de mai 2012. Aube dorée est aussi le mieux représenté au parlement des partis opposés à l'application du mémorandum conclu avec les créanciers de la Grèce.
Le Mouvement socialiste panhellénique (PASOK), qui a formé une alliance électorale Gauche démocrate (DIMAR), est en légère progression avec 6,29 % des voix et 17 députés. Il se maintient au Parlement, mais son score reste néanmoins très inférieur à ceux qu'il enregistrait avant la crise. Le départ de la SYRIZA des députés opposés au mémorandum avec les créanciers permet un rapprochement idéologique de celle-ci avec le PASOK. Une coalition gouvernementale avait été envisagée entre les deux partis, mais Aléxis Tsípras a préféré poursuivre son alliance avec les Grecs indépendants, un allié jugé loyal et discipliné. Le PASOK pourrait cependant apporter un soutien informel au programme de la majorité gouvernementale.
Le Parti communiste de Grèce enregistre un score de 5,55 % qui lui permet d'obtenir 15 sièges au Parlement, comme en janvier 2015.
La Rivière obtient 4,09 % des voix, en retrait de deux points par rapport à janvier 2015. Onze de ses dix-sept députés sont réélus.
Enfin, l'Union des centristes fait pour la première fois son entrée à la Voulí grâce à un score de 3,43 % qui lui donne neuf sièges.